# HI Большого Пса
HI Большого Пса (лат. HI Canis Majoris), HD 55538 — одиночная переменная звезда в созвездии Большого Пса на расстоянии (вычисленном из значения параллакса) приблизительно 7300 световых лет (около 2238 парсеков) от Солнца. Видимая звёздная величина звезды — от +7,85m до +7,66m.

## Характеристики
HI Большого Пса — бело-голубая переменная Be-звезда (BE) спектрального класса B2Vn(e).